# Мустафа Аккад
Мустафа Аккад (араб. مصطفى العقاد) — американець сирійського походження, кінопродюсер і режисер. Здобув популярність виступивши в ролі продюсера серії фільмів «Хеллоуїн» і режисера фільмів «Мухаммед - посланник Бога (Послання)» і «Омар Мухтар (Лев пустелі)». Був убитий разом зі своєю дочкою Риммою Аккад терористом-смертником в столиці Йорданії Аммані в 2005 році.

## Життєпис
Мустафа народився 1 липня 1930 року в сирійському місті Алеппо. Перед від'їздом Мустафи в Сполучені Штати для вивчення режисури та виробництва фільмів в Каліфорнійський університет в Лос-Анджелесі (UCLA), його батько, який працював офіцером митниці, дав йому 200 доларів і копію Корану. Аккад отримав ступінь магістра в Університеті Південної Каліфорнії (USC), де він і зустрівся з режисером Семом Пекінпа (Sam Peckinpah). Пекінпа став наставником Аккада в Голлівуді і найняв його як консультанта для фільму про алжирську революцію, який так і не вийшов на великий екран, але він продовжував допомагати йому, поки Мустафа не знайшов роботу продюсера на CBS.
У 1976 році Аккад випускає фільм «Мухаммед - посланник Бога» (вийшов у прокат як «The Message» в 1977 році в Сполучених Штатах), головні ролі зіграли Ентоні Квінн і Ірен Папас. Аккад отримав відмову від Голлівуду на зйомку фільму в Марокко.
При створенні «Мухаммед — посланник Бога», він консультувався у ісламськими священнослужителями і намагався бути ввічливим по відношенню до ісламу і його поглядам на образ пророка Мухаммеда. Він отримав схвалення від університету Аль-Азхар в Єгипті, але воно було відхилене Всесвітньою мусульманською лігою в Мецці, Саудівська Аравія. Уряди Кувейту, Лівії і Марокко обіцяли фінансову підтримку фільму, але коли він був відхилений Всесвітньою мусульманською лігою, Кувейт зняв його з фінансування. Покійний король Хасан II з Марокко дав йому повну підтримку для виробництва фільму. Виробництво «The Message» зайняло один рік. 6 місяців зйомки велися в Марокко, але Аккад змушений був зупинити виробництво, коли уряд Саудівської Аравії натиснув на Марокко. Аккад пішов до лідера Лівії Каддафі в пошуках підтримки для завершення проекту. Каддафі дозволив йому завершити решту 6 місяців зйомки в Лівії.
У 1978 році, спродюсував фільм «Хеллоуїн», що став частиною історії малобюджетних фільмів. Аккад здобув популярність за свою ключову участь в перших восьми фільмах «Хеллоуїн», як виконавчий продюсер. Серія була дуже вигідною, хоча тільки перший фільм став знаковим.
У 1980 році Аккад зняв фільм «Омар Мухтар», у якому до Квінна і Ірен Папас приєдналися Олівер Рід, Рід Стайгер і Джон Гілгуд. Йшлося про реальне життя лідера бедуїнів Омара Мухтара (Quinn), який воював з італійськими військами Беніто Муссоліні в пустелях Лівії. Фільм був розкритикований, після отримання на Заході негативної інформації про те, що він частково фінансувався лівійським лідером Муаммаром аль Каддафі, який інвестував $35 млн в кіно. Поширення цієї негативної інформації, можливо, і стало причиною його відносно низьких касових зборів.
Одного разу Аккад намагався викупити Pinewood Studios в Сполученому Королівстві у Rank Organisation, а також придбав студію в Twickenham. На момент своєї смерті він був в процесі виробництва 80-мільйонного фільму за участю Шона Коннері, про Саладіна і хрестові походи. Для фільму, який повинен був зніматися в Йорданії, вже був готовий сценарій.

## Смерть
Мустафа Аккад і його 34-річна дочка, Римма Аккад, загинули 9 листопада 2005 року під час вибуху в Аммані, Йорданія. Вони обидва були у фоє готелю «Grand Hyatt», коли терорист-смертник, посланий «Аль-Каїдою», підірвав свій пристрій. Дочка померла миттєво, а Мустафа помер від отриманих травм через два дні в лікарні. У Мустафи Аккада залишилися його колишня дружина, Патриція Аккад, і їхні сини, Тарік і Малік, які допомогли створити більшість фільмів «Хеллоуїн», а також його вдова Суха Аккад, і їхній син Заїд.

## Фільмографія

### Продюсер
- «Послання» («The Message», 1976)
- «Хелловін» («Halloween», 1978)
- «Лев пустелі» («Lion of the Desert», 1981)
- «Хелловін 2» («Halloween II», 1981)
- «Хелловін 3: сезон відьмака» («Halloween III: Season of the Witch», 1982)
- «Зустріч зі страхом («Appointment with Fear», 1985)
- «Небезпечна поїздка («Free Ride», 1986)
- «Хелловін 4: повернення Майкла Маєрса» («Halloween 4: The Return of Michael Myers», 1988)
- «Хелловін 5: помста Майкла Маєрса» («Halloween 5», 1989)
- «Хелловін 6: проклін Майкла Маєрса» («Halloween: The Curse of Michael Myers», 1995)
- «Хелловін: 20 років потому» («Halloween H20: 20 Years Later», 1998)
- «Хелловін: Воскресіння («Halloween: Resurrection», 2002)

### Режисер
- «Послання» («The Message», 1976)
- «Лев пустелі» («Lion of the Desert», 1981)

### Актор: Грає самого себе
- «Виготовлення епосу: Мухаммед - посланник Бога» («The Making of an Epic: Mohammad Messenger of God», ТБ, 1976)
- «78-я церемонія вручення премії «Оскар»» («The 78th Annual Academy Awards»,хроніка, ТБ, 2006)
- «Хелловін: 25 років терору» («Halloween: 25 Years of Terror», відео, 2006)
- «На шматки: світанок і захід слешерів» («Going to Pieces: The Rise and Fall of the Slasher Film», 2006)